# 国際南極旅行業協会
国際南極旅行業協会 (こくさいなんきょくりょこうぎょうきょうかい、IAATO)は1991年に7社によって設立された、第一の目標を「安全かつ環境に配慮した南極への私的な旅行の実践を提唱し、推進する」こととしている国際組織である。
IAATOの設立以来、会員は増加し現在では100以上の会員が存在する。ただし、協会に加盟していない旅行会社の中には、協会の定める安全と環境についての指針に従わない可能性のある組織がある。
このような組織の必要性については、8か国が行っている南極における領有権主張が理由として挙げられる。しかし、他国の南極に対する領有権主張を承認している国はない。実際には、異なる国が南極大陸の同じ地域に対する領有権を主張している例がある。そのため、南極における観光を管理する機関がどこかについてはほとんど明確に決まっていない。このため、南極における観光業の規制はほとんどが自主規制に留まっている。これがIAATOのような組織が必要とされる理由である。
本会の公式サイトでは、南極条約、訪問者向け指針、訪問者向け解説動画、観光統計などについての情報を得ることができる。